# آمونیوم هپتامولیبدات
آمونیوم هپتامولیبدات (به انگلیسی: Ammonium heptamolybdate) با فرمول شیمیایی (NH۴)۶Mo۷O۲۴ یک ترکیب شیمیایی است. که جرم مولی آن 1163.9 g/mol1235.86 g/mol (tetrahydrate) می‌باشد. شکل ظاهری این ترکیب، بلورهای جامد سبز-زرد است.